# Oost-Aziatische boktor
De Oost-Aziatische boktor (Anoplophora chinensis) is een kever uit de familie boktorren (Cerambicidae). De kever heeft een opvallend zwart gekleurd lichaam met afstekende witte vlekken en zeer lange, gestreepte voelsprieten (ook wel "antennes" of "tasters" genoemd). De soort staat bekend als zeer schadelijk voor bomen en struiken, vooral voor citrusbomen.
De kever komt van nature voor in Azië, maar wordt sporadisch aangetroffen in landen over de gehele wereld door de internationale handel in hout en planten. Ook in België en Nederland is de kever verschillende malen aangetroffen; in januari 2010 kwam de soort in het nieuws door eerdere waarnemingen van larven in het centrum van Boskoop en in juli 2012 opnieuw wegens de vondst van de kever in Winterswijk.
De schade wordt veroorzaakt door de wormachtige larven van de kever die leven van het hout van bomen. Er zijn wel meer kevers waarvan de larven leven van hout, maar deze leven van dood hout of eten alleen van de bast van levende bomen. De larven van de Oost-Aziatische boktor echter maken gangen dwars door het hout van gezonde bomen, wat vrij snel fataal is. De grootste schade ontstaat echter door de aantasting van de structuur van het hout waardoor het economisch minder waard wordt. Het hout kan bovendien instabiel worden waardoor takken kunnen afbreken of zelfs de gehele boom kan omvallen.

## Verspreiding
De Oost-Aziatische boktor komt vooral voor in China, Korea en Japan, maar wordt ook in Taiwan, Indonesië, Maleisië, Myanmar, Vietnam en de Filipijnen gevonden.

### Exoot
Door export van planten wordt de kever ook elders gevonden en heeft zich op enkele plaatsen weten te vestigen. In Europa werd de kever voor het eerst in 1997 in Italië en in 2003 in Frankrijk in het vrije veld gevonden. In 2004 werd de kever in Duitsland in importpartijen en ook in het vrije veld gevonden. Midden 2009 werden kevers in Hessen gevonden. In het Engelse Essex werd in 2008 de kever verschillende keren gevonden.
In de Verenigde Staten kwam in 2001 in Washington in één geval een kever in het vrije veld voor. Ook werden kevers gevonden in Georgia en Wisconsin.

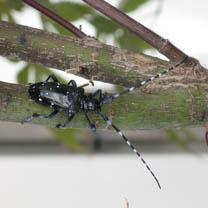
In augustus 2010 zijn in een daktuin in Krimpen aan den IJssel en in een tuin in Maasland sporen van een Oost-Aziatische boktor gevonden. Op basis van Europese regelgeving werden maatregelen genomen om verdere verspreiding tegen te gaan.

De boktor is in verschillende landen opgedoken en wordt steeds fel bestreden waarbij bomen rondom de aangetroffen besmetting soms massaal worden gekapt. Als de kever zich permanent weet te vestigen, is het een grootschalige en dure aangelegenheid om deze weer uit te roeien. In de landen van de Europese Unie zijn ter voorkoming van vestiging in de EU quarantainemaatregelen van kracht.

#### Nederland
In Nederland kwam de boktor in 2007 voor het eerst voor in het Westland in Honselersdijk. In augustus 2009 zijn in hetzelfde gebied twee levende larven en nieuwe uitvlieggaten gevonden op meidoorn en hazelaar. Ter bestrijding worden in een straal van honderd meter alle bomen en struiken verwijderd. In december 2009 zijn ook in Boskoop larven van de boktor gevonden en is er in januari 2010 een weken durende inspectie naar de kever gestart.
De meest recente waarneming van de Oost-Aziatische boktor is in juli 2010 gedaan in een nieuwbouwwijk in Hoofddorp, gemeente Haarlemmermeer.
In een daktuin in Krimpen aan den IJssel en in een tuin in Maasland zijn in augustus 2010 opnieuw sporen van de Oost-Aziatische boktor aangetroffen.
Op 16 september 2011 werd in Delft een uitvlieggat van de Oost-Aziatische boktor gevonden, waarna diverse maatregelen werden getroffen, zoals een bufferzone in een straal van 2 kilometer.

Op 30 juni 2017 werd in Steenbergen NB een exemplaar en een uitvlieggat aangetroffen in een Japanse Kwee

## Kenmerken

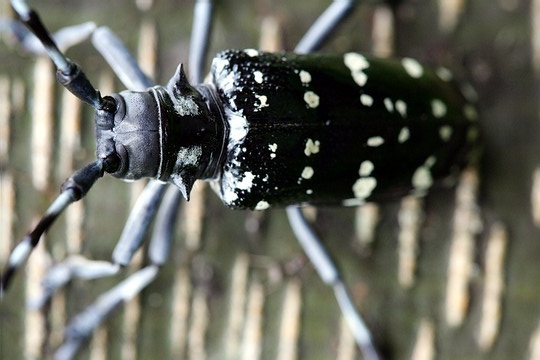
Detail-opname met duidelijk zichtbare 'doorns' op het halsschild.

De Oost-Aziatische boktor heeft een typisch keverachtige bouw en is daarnaast duidelijk te herkennen als een boktor door het cilindrische, langwerpige lichaam met zeer lange antennes. De boktor heeft antennes met een lengte van 21 tot 37 millimeter en heeft een glanzend zwart lichaam met onregelmatige, witte vlekken op de dekschilden. De mannetjes zijn iets groter dan de vrouwtjes. De voelsprieten zijn lang – bij de mannetjes ongeveer twee keer zo lang als het lichaam – en zwart/lichtblauw gestreept. De tot 60 mm lange en 10 mm dikke larven zijn pootloos en wit met crèmekleuren. De prothorax van de larve heeft een bruinkleurige tekening. Het 5 tot 6 millimeter lange ei is crèmewit en lijkt op een rijstkorrel. Vlak voor het uitkomen is het geelachtig bruin gekleurd.

## Levenscyclus
De levenscyclus ligt tussen de 12 en 24 maanden. De kevers komen van april tot augustus uit de pop, in Italië van begin juni tot augustus. De kever boort zich naar buiten uit oppervlakkige wortels, worteluitlopers en de voet van een boom, waarna ze vreten aan bladeren, bladstelen en de bast van twijgen. De kevers leven tot twee maanden en zijn hoofdzakelijk overdag actief. Ongeveer tien dagen na het uitkomen legt het vrouwtje na de bevruchting tot 200 eitjes in de met de monddelen in de bast gemaakte T-vormige tot trechtervormige sneetjes. Bij temperaturen onder de 20°C worden minder eitjes afgezet.
Na 1-3 weken komt uit het eitje een ongeveer 5 mm grote larve, die aan het floëem onder de bast vreet. Daarna worden onregelmatig gevormde larvegangen in de wortelhals gevreten met een doorsnede van ongeveer 1,5 tot 2 cm. De gangen gaan diep het hout in, onderbreken de sapstroom en verzwakken het hout. Na ongeveer 1 tot 2 jaar (afhankelijk van de klimatologische omstandigheden) verpopt de larve zich in de wortels of worteluitlopers. Het popstadium duurt 4 tot 6 weken, waarna de volwassen kevers tevoorschijn komen en de cyclus opnieuw begint.

## Naamgeving en taxonomie
Van deze soort worden vaak twee varianten beschreven zijnde een "Chinese" en een "Japanse" variant. Die laatste is een aantal jaren geleden gesynonimiseerd met de voorheen als aparte soort erkende Anoplophora malasiaca en wordt nu als ondersoort van A. chinensis gezien, met de naam Anoplophora chinensis malasiaca. Deze ondersoort verschilt van de nominale vorm door de aanwezigheid van twee lichtblauw-wittige haarvelden op het halsschild en een net zo licht behaard scutellum. Bij de nominale Anoplophora chinensis chinensis zijn halsschild en scutellum zwart, waardoor deze veel eerder verward kan worden met de zeer nauw verwante Loofhoutboktor (Anoplophora glabripennis) (zie aldaar).
Van Anoplophora chinensis (Forster, 1771) zijn de volgende synoniemen bekend:
- Cerambyx farinosus Houttuyn, 1766 (sic!)
- Cerambyx chinensis Forster, 1771
  - Cerambyx sinensis Gmelin, 1790 (alleen een afwijkende spelling)
  - Melanauster chinensis (Thomson)
- Lamia punctator Fabricius, 1777
- Cerambyx pulchricornis Voet, 1778
- Calloplophora malasiaca Thomson, 1865
  - Anoplophora malasiaca (Thomson, 1865)
- Calloplophora abbreviata Thomson, 1865
- Calloplophora afflicta Thomson, 1865
- Calloplophora luctuosa Thomson, 1865
- Calloplophora sepulcralis Thomson, 1865
  - Anoplophora sepulchralis Breuning, 1944
- Melanauster perroudi Pic, 1953